# Kroatenhöhle

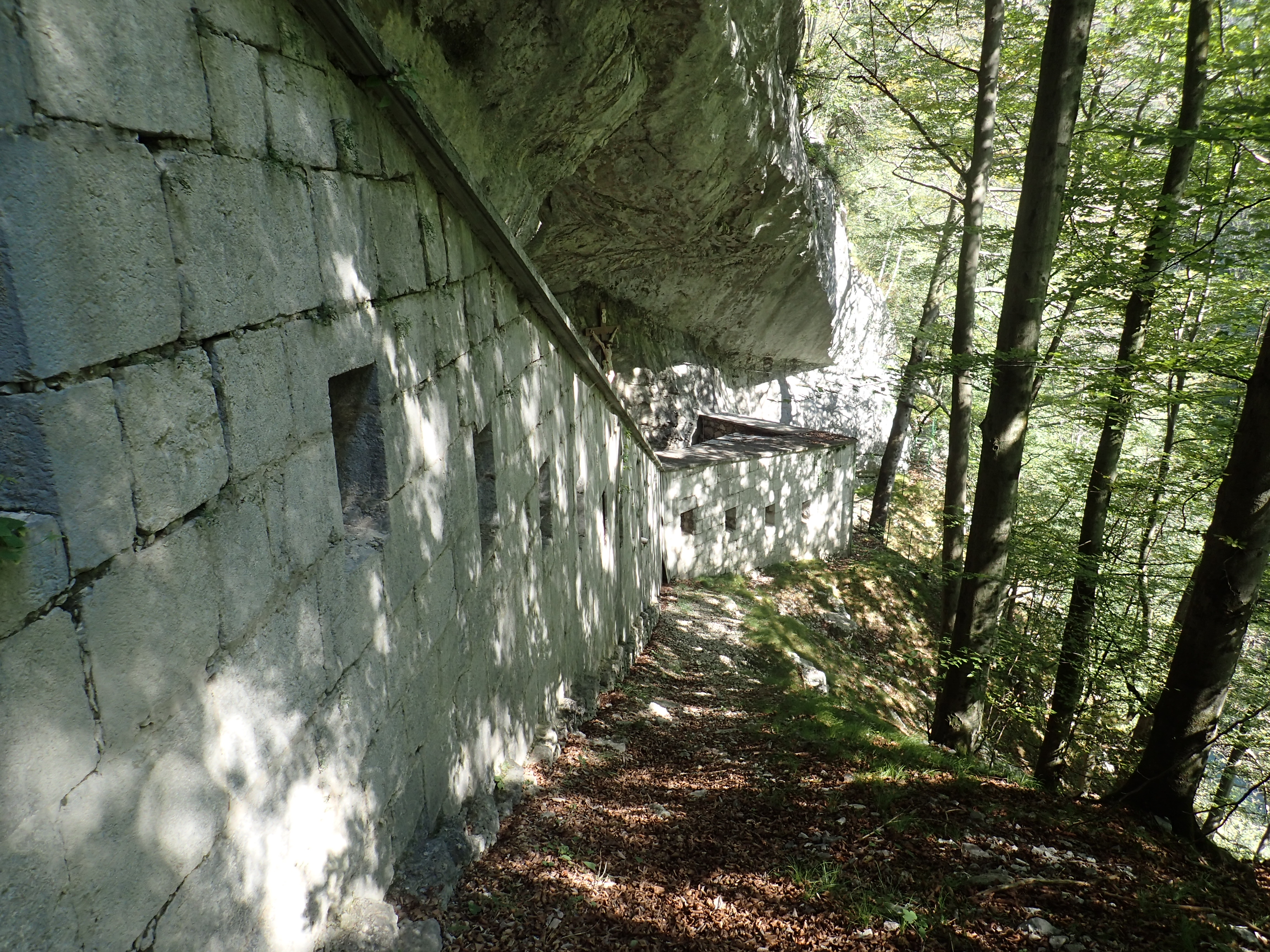
Befestigungsanlage im Eingangsbereich der Kroatenhöhle

Die Kroatenhöhle mit einer gemauerten Befestigungsanlage liegt am Pass Lueg am orographisch linken Ufer der Salzach in der Gemeinde Golling an der Salzach im Bundesland Salzburg.
Der Name dieser Höhle, die ursprünglich unsinnige oder heidnische Höhle genannt wurde, stammt aus dem Jahr 1742. Damals hat der durchziehende Feldmarschall-Leutnant Graf Herberstein mit einer Kroatentruppe hier einen längeren Halt eingelegt.
Die Kroatenhöhle ist eine nicht mehr begehbare, steil ansteigende Naturhöhle unter einem weit ausladenden Felsdach. Bereits 1269 wurde hier eine Befestigungsanlage eingebaut. Diese besteht aus einer mehrfach geknickten und mehr als einen Meter dicken Wehrmauer mit rechteckigen Schießscharten. Sie wurde 1809 während der Franzosenkriege zur Landesverteidigung benutzt. Bei der Renovierung der Befestigungsanlage Pass Lueg von 1832 bis 1834 wurde auch die Befestigung der Kroatenhöhle ausgebessert.

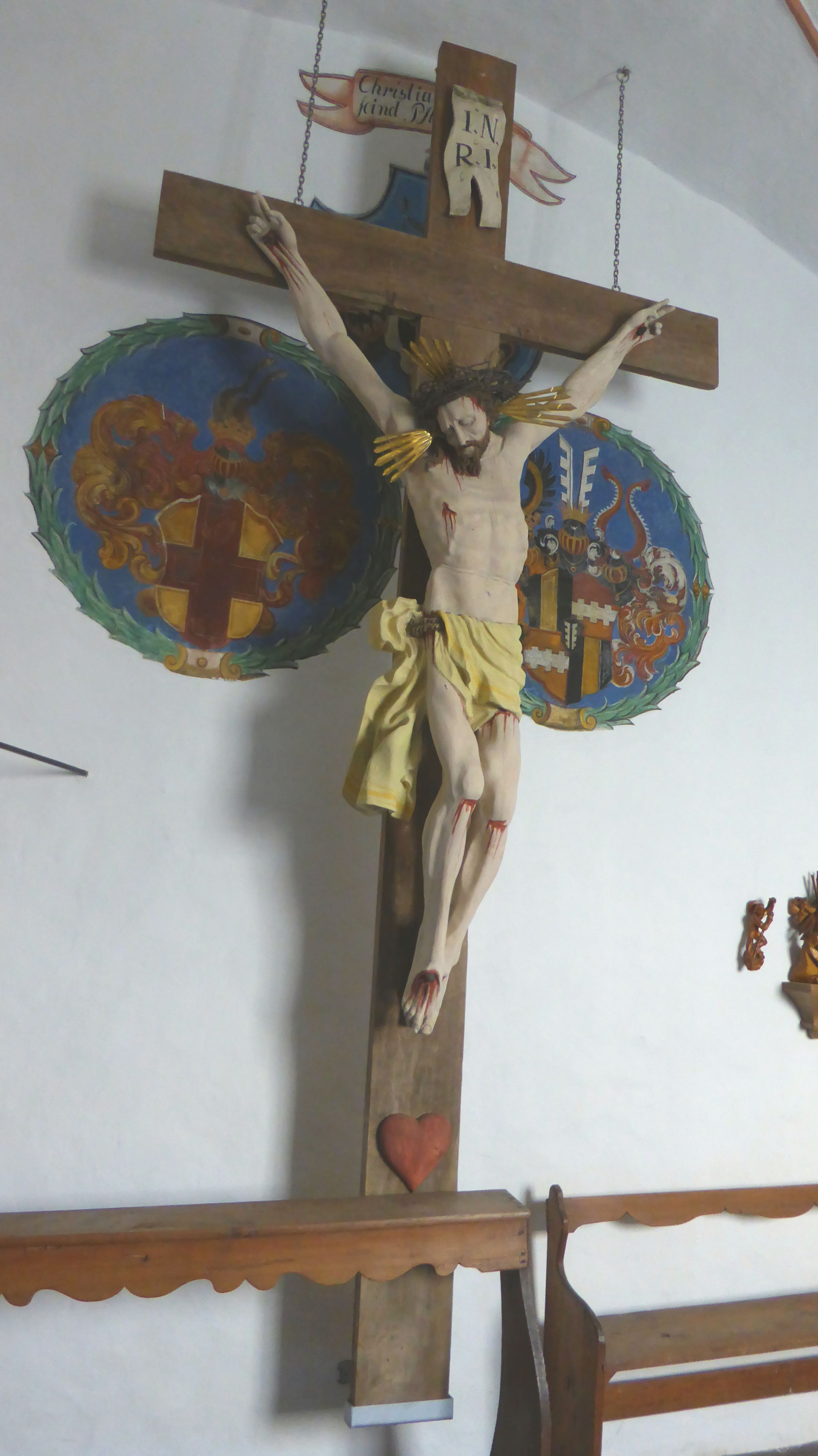
Kruzifix aus der Kroatenhöhle, heute Florianskapelle im Museum Burg Golling

Unter dem Felsdach der Höhle hängt ein lebensgroßes Kruzifix aus der ersten Hälfte des 17. Jahrhunderts (vermutlich 1608). Das Original wurde nach der Restaurierung 2005 dem Museum Burg Golling gestiftet. Eine detailgetreue Kopie wurde am 10. Juni 2011 von der Bergrettung Golling am alten Platz angebracht.
Der frühere Steig von den Salzachöfen zur Kroatenhöhle ist zwischenzeitlich abgerutscht und damit ist die Höhle derzeit nicht erreichbar. Die Kroatenhöhle gehört dem örtlichen Zementwerk Leube.